# Tipula (Triplicitipula) aequalis
Tipula (Triplicitipula) aequalis is een tweevleugelige uit de familie langpootmuggen (Tipulidae). De soort komt voor in het Nearctisch gebied.